# Delhi
Delhi este un oraș în nordul Indiei, în teritoriul cu același nume, format din orașul vechi Shahjahanabad, și orașul nou, New Delhi (construit în 1911), care îndeplinește funcția de capitală, cu o populație de 11.505.196 de locuitori. Este principalul centru politic și administrativ al țării, nod important de comunicații, cu Aeroportul Internațional Palam, de asemenea mare centru financiar și comercial. Sunt dezvoltate industriile bumbacului, tricotajelor, chimico-farmaceutică, constructoare de mașini, încălțămintei, prelucrării lemnului, alimentară și poligrafică. Are o universitate, un institut politehnic, mai multe muzee și teatre, monumente reprezentative pentru diferite perioade ale artei indiene (Coloana de Fier, din secolul 4; Moscheea Quwwat-ul-Islam , din secolul 12; Moscheea Jama, din secolul 17; Lal Kila sau Fortul Roșu, din 1683) și un artizanat.
Conform unei analize realizată de Global Demographic, ce a vizat nivelul de creștere a populației și densitatea locuitorilor, în 2016 Delhi a fost pe locul al cincilea în lume.

## Istorie
Străveche așezare indiană, a fost dezvoltată ca oraș din secolul 11. Musulmanii au construit, succesiv, șapte orașe, ultimul în 1648. Între 1206 și 1526 a fost capitala sultanatului cu același nume, apoi capitala Marilor Moguli (1526-1803). Deși ocupat în 1803 de englezi, a fost până în 1858, reședința împăraților moguli. A fost centru răscoalei șipailor (1857-1859). În 1911 a început construcția unui cartier rezidențial, New Delhi. Din 1912, Delhi devine capitală a Indiei britanice.

## Mausoleul Humayun
In perioada evului mediu în centrul musulman al orașului s-a construit mausoleul lui Humayun (1508-1556) „mare mogul” din dinastia mongolă care a domnit în India. După ce s-a terminat construirea primului mormânt, s-a început construcția mormântului celui de al doilea mormânt mogul. Haji Begum, văduva lui Humayun  și mama lui Akbar (1542-1605) a supravegheat activitatea de construire a mormântului.

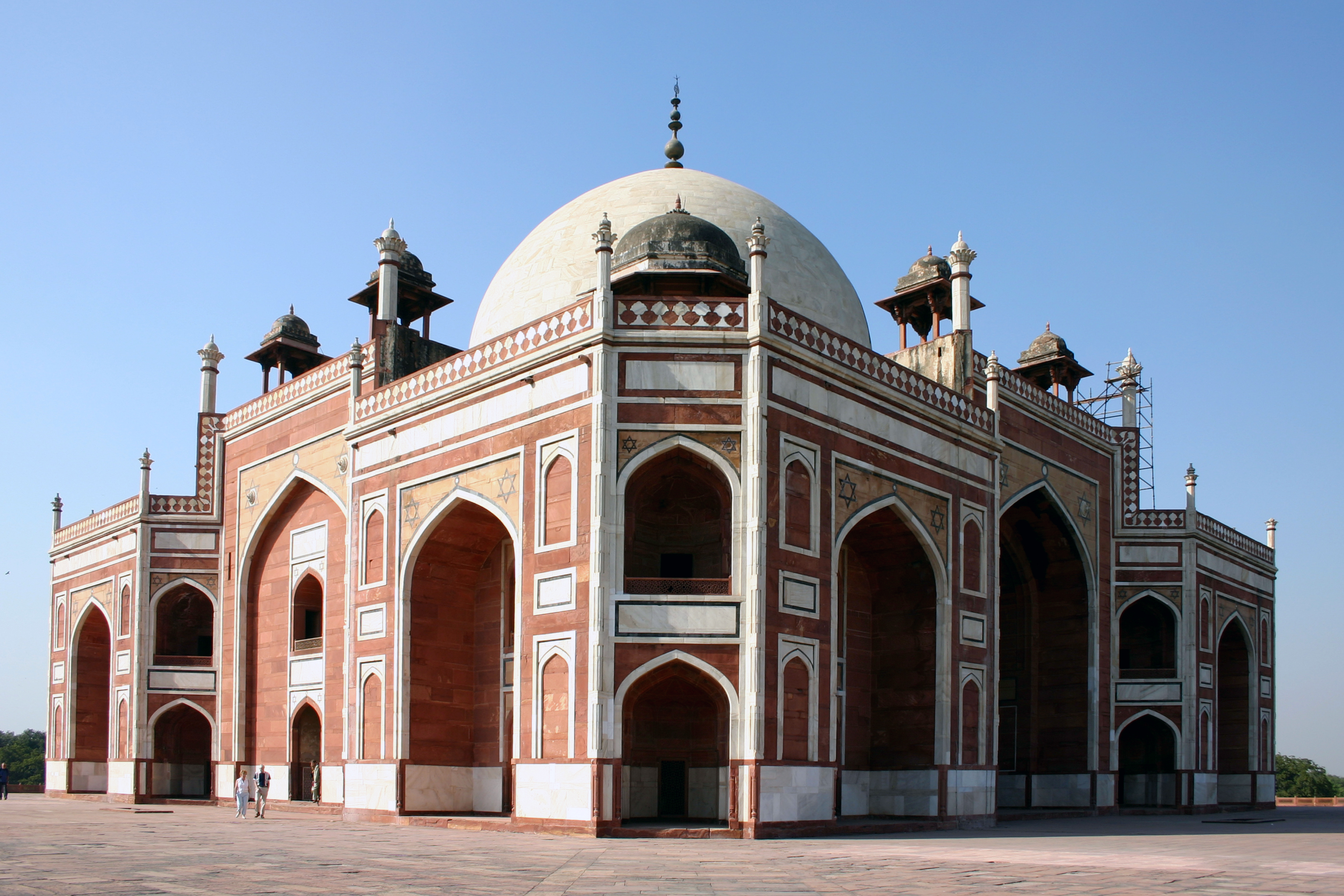
Mausoleul Humayun

A lăsat să se ridice acolo pentru ea un cort, pentru a fi mai aproape de lucrările de construire a mausoleului. Mai târziu clădirea a servit și la înmormântarea altor moguli, fiind un loc de refugiu pentru ultimul mogul,  Bahadur Shah II (1775-1862), care cade aici în mâna englezilor. Mausoleul este executat în stilul elegant persan fiind printre cele mai frumoase monumente din Delhi.

## Personalități născute aici
- Paddy Ashdown (1941 - 2018), om politic britanic;
- Deepak Chopra (n. 1946), scriitor, activist de medicină alternativă;
- Shabana Azmi (n. 1950), actriță;
- Michael Bennet (n. 1964), om politic american;
- Pooja Bhatt (n. 1972), actriță, producătoare de film;
- Bhumika Chawla (n. 1978), actriță.